# Launceston (Australia)
Launceston – miasto w północnej Tasmanii. Jest drugim co do wielkości miastem na wyspie po Hobart. Jedno z najstarszych miast w Australii założone w 1806. Zamieszkane przez 99 675 mieszkańców. Zlokalizowany jest tutaj kampus Uniwersytetu Tasmańskiego oraz port lotniczy.

## Geografia
Launceston położone jest około 45 km na południe od cieśniny Bassa w dolinie Tamar i otoczone jest przez wiele dużych wzniesień. Przez miasto przepływają trzy rzeki: Tamar, North Esk i South Esk i z tego powodu obszar ten jest bardzo błotnisty oraz część Launceston podlega osuwiskom. Niektóre obszary miasta chronione są przez system wałów przeciwpowodziowych, które zostały zbudowane w 1960.

## Gospodarka
W mieście rozwinął się przemysł drzewny, włókienniczy, spożywczy, hutniczy oraz taboru kolejowego.

## Zabytki i miejsca warte zobaczenia
- park Cataract Gorge Reserve powstały wzdłuż rzeki South Esk. W parku działa kolejka linowa, przez rzekę przerzucony jest most wiszący. W parku znajduje się również basen.
- Muzeum Historii Naturalnej (Queen Victoria Museum) posiadające w swych zbiorach wypchane egzemplarze fauny Tasmanii i Australii wliczając w to niektóre wymarłe gatunki.

## Klimat
Launceston położone jest w strefie klimatu umiarkowanego. Najcieplejsze miesiące przypadają na styczeń i luty. Najwyższą temperaturę zarejestrowano 30 stycznia 2009 i wyniosła 39 °C, natomiast na lotnisku osiągnęła temperaturę 40,4 °C. Najchłodniejszy okres przypada na lipiec gdy średnia temperatura sięga 2.2 °C. Roczne opady wynoszą 665 mm. Rok 1992 był najbardziej deszczowym w historii miasta, wówczas spadło 829,6 mm, natomiast w 2006 spadło raptem 394,8 mm deszczu.
| Miesiąc                                           | Sty  | Lut  | Mar  | Kwi  | Maj  | Cze  | Lip  | Sie  | Wrz  | Paź  | Lis  | Gru  | Roczna |
| ------------------------------------------------- | ---- | ---- | ---- | ---- | ---- | ---- | ---- | ---- | ---- | ---- | ---- | ---- | ------ |
| Rekordy maksymalnej temperatury [°C]              | 39.0 | 34.4 | 32.9 | 27.7 | 22.0 | 18.4 | 17.6 | 20.3 | 24.8 | 28.7 | 30.7 | 33.8 | 39,0   |
| Średnie temperatury w dzień [°C]                  | 24.1 | 24.4 | 22.4 | 18.8 | 15.8 | 13.0 | 12.5 | 13.7 | 15.5 | 18.0 | 20.4 | 22.4 | 18,4   |
| Średnie temperatury w nocy [°C]                   | 12.2 | 12.0 | 10.0 | 7.4  | 5.1  | 2.8  | 2.2  | 3.5  | 5.1  | 6.9  | 8.8  | 10.6 | 7,2    |
| Rekordy minimalnej temperatury [°C]               | 2.5  | 3.4  | 0.5  | -1.5 | -3.0 | -4.9 | -5.2 | -3.5 | -2.4 | -1.4 | -2.0 | 2.0  | −5,2   |
| Opady [mm]                                        | 47.6 | 30.7 | 32.8 | 50.7 | 64.0 | 64.9 | 76.0 | 83.1 | 66.3 | 51.8 | 48.9 | 46.1 | 665,0  |
| Źródło: Bureau of Meteorology {{{accessdate}}}    |      |      |      |      |      |      |      |      |      |      |      |      |        |
| Źródło #2: Record High(January) 31st January 2009 |      |      |      |      |      |      |      |      |      |      |      |      |        |

## Flaga

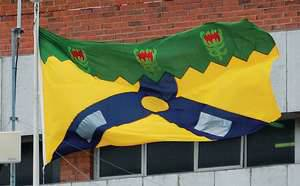
Flaga miasta

Trzy linie przecinające flagę symbolizują trzy rzeki, które przepływają przez miasto (North Esk, South Esk i Tamar). Zielony pas u góry z postrzępionym brzegiem reprezentuje parki, ogrody i okoliczne wsie. Kwiaty przedstawiają piękno natury, a koło które znajduje się na skrzyżowaniu rzek jest Launceston.

## Miasta partnerskie
- Ikeda
- Napa
- Taiyuan